# Hazen S. Pingree
Hazen Stuart Pingree, född 30 augusti 1840 i Denmark, Maine, död 18 juni 1901 i London, England, var en amerikansk republikansk politiker. Han var borgmästare i Detroit 1890–1897 och guvernör i Michigan 1897–1901.
Pingree tog värvning i nordstaternas armé under amerikanska inbördeskriget och deltog i andra slaget vid Bull Run. Han blev senare tillfångatagen av sydstaternas trupper och han rymde genom att låtsas att vara en annan i samband med ett utbyte av fångar.
Pingree efterträdde 1890 John Pridgeon som borgmästare i Detroit och avgick 1 januari 1897 för att tillträda som guvernör i Michigan. Efter två mandatperioder som guvernör efterträddes han 1 januari 1901 av Aaron T. Bliss.
Efter sin tid som guvernör åkte Pingree på safari i Afrika tillsammans med USA:s vicepresident Theodore Roosevelt. Pingree avled under hemresan i London. Hans gravplats har flyttats till Woodlawn Cemetery i Detroit och det finns en bronsstaty av honom i stadens Grand Circus Park.